# Oriolus
Žluva (Oriolus) je rod pěvců čítající celkem 28 druhů. Jsou to barevní ptáci žijící většinou v tropických oblastech Starého světa, pouze žluva hajní hnízdí v oblasti mírného pásma včetně území Česka. Dosahují velikosti 20–30 cm, samice jsou větší než samci. Kladou průměrně 2–3, někdy až 6 vajec do hlubokého hnízda visícího na větvích.